# Bạn gái vs. bạn thời thơ ấu
Ore no kanojo to osananajimi ga shuraba sugiru (Nhật: 俺の彼女と幼なじみが修羅場すぎる dịch "Bạn gái của tôi và bạn thời thơ ấu như chiến trường quá rồi"), hay gọi tắt là OreShura (俺修羅), là một loạt light novel do Yūji Yūji viết và Ruroo vẽ minh họa. SoftBank Creative đã xuất bản tiểu thuyết thành mười sáu tập kể từ tháng 2 năm 2011. Uranix mua bản quyền và phát hành tác phẩm tại Việt Nam dưới tên Bạn gái vs. bạn thời thơ ấu. Light novel được chuyển thể thành bốn bản manga, một bản anime của A-1 Pictures phát sóng từ tháng 1 đến tháng 3 năm 2013.

## Nội dung
Kidō Eita vào trường cao trung với mục tiêu tốt nghiệp với điểm số đủ cao để anh có thể kiếm được học bổng vào trường y. Do bố mẹ anh li dị, tìm được người yêu mới và để anh ở lại chăm sóc dì, anh trốn tránh mọi chuyện phải làm với sự lãng mạn hay tình yêu. Một ngày nọ, người đẹp số 1 của trường, Natsukawa Masuzu, mời anh đi bộ về nhà với cô. Anh nhanh chóng suy luận rằng Masuzu đang âm mưu điều gì đó. Hóa ra Masuzu mệt mỏi vì trở thành trung tâm của sự chú ý và nhận được những lời tỏ tình gần như hàng ngày, vì vậy cô đề nghị rằng cô và Eita trở thành một cặp đôi giả tạo. Mặc dù Eita từ chối, Masuzu đe doạ anh và trở thành bạn trai của cô trên danh nghĩa. Tin tức về cặp đôi mới nhanh chóng lan truyền khắp trường và người bạn thời thơ ấu của Eita, Harusaki Chiwa, người đã thích anh từ lâu, bắt đầu chiến đấu lại với Masuzu để giành lại Eita.

## Nhân vật
Kidō Eita (季堂 鋭太)
Lồng tiếng bởi: Majima Junji (CD), Ōsaka Ryōta (anime)
Eita là nhân vật chính có mục tiêu theo học trường y sau khi tốt nghiệp trung học. Cậu rất thông minh và luôn đứng đầu trong các kỳ thi của trường. Cậu có hoàn hoàn không tin tuởng vào tình yêu và sự lãng mạn vì bố mẹ cậu ly dị, tìm đến hạnh phúc mới và bỏ rơi cậu khi còn học trung học cơ sở, do đó cậu tự gọi mình là "kẻ chống lãng mạn". Sự ác cảm với sự lãng mạn của cậu cũng bắt nguồn từ việc nó sẽ cản trở việc học của cậu. Khi còn học trung học cơ sở, cậu đã bị ảo tưởng ở tuổi thiếu niên và nghĩ mình là "Chiến binh bùng cháy". Tuy nhiên, tai nạn của Chiwa đã khiến cậu từ bỏ ảo tưởng và quyết định trở thành bác sĩ. Mặc dù đã vượt qua những ảo tưởng ở tuổi thiếu niên, đôi khi cậu lại suy sụp nếu cảm thấy quá xúc động.
Natsukawa Masuzu (夏川 真涼)
Lồng tiếng bởi: Tamura Yukari (anime), Saitō Chiwa (CD)
Masuzu là "bạn gái" của Eita. Cô là người đẹp học đường đã trở về Nhật Bản sau 9 năm ở nước ngoài. Giống như Eita, cô ghét sự lãng mạn và mệt mỏi khi nhận (và từ chối) những lời tỏ tình "như cơm bữa". Masuzu sử dụng sổ ghi chép của Eita từ thời trung học, chứa đầy những ghi chú xấu hổ và những nét vẽ nguệch ngoạc, để đe dọa và yêu cầu Eita giả làm bạn trai của cô. Cô thành lập một câu lạc bộ tên là "Hội ma nữ để thực hiện cuộc sống của chính mình" nơi cô học cách trở nên nổi tiếng. Khi không ở cùng Eita, Masuzu tỏ ra lạnh lùng; nhưng khi ở bên cậu, cô lại hướng ngoại, tinh nghịch và xảo quyệt hơn: cô thích dùng lời nói để lừa Eita. Giống như Chiwa, cô là một đầu bếp khủng khiếp. Masuzu thích trích dẫn những cảnh trong manga JoJo no Kimyō na Bōken. Cuối cùng cô yêu Eita mà không thực sự nhận ra điều đó, và trở nên ghen tuông khi cậu tương tác với những cô gái khác.
Vì cô là bạn gái "chính thức" của Eita, Chiwa, Himeka và Ai thường hợp lực chống lại cô khi giành lấy tình cảm của Eita. Gia đình cô sống ở Thụy Điển và mối quan hệ của cô với họ, đặc biệt là với cha cô, rất phức tạp và ảnh hưởng đến tính cách "vặn vẹo" của cô. Cha của Masuzu đã tách cô ra khỏi mẹ cô để những người quen biết với vị thế xã hội cao hơn sẽ chấp nhận anh. Tuy nhiên, vì điều này, cô đã phải học cách hành động và thể hiện một bộ mặt giả tạo với xã hội, cuối cùng khiến cô phải chịu một khủng hoảng danh tính.
Harusaki Chiwa (春咲 千和)
Lồng tiếng bởi:  Akasaki Chinatsu (anime), Toyosaki Aki (CD)
Chiwa là người bạn thân nhất thời thơ ấu của Eita. Cô thường được bạn bè gọi là "Chiwawa" (chihuahua) vì vóc dáng nhỏ nhắn và đôi bím tóc giống như tai của cún con. Cô bắt đầu tham gia câu lạc bộ Kendo ở trường tiểu học, nhưng phải bỏ học một năm trước khi vào cấp ba vì một chấn thương nghiêm trọng mà cô gặp phải trong một tai nạn xe hơi. Sự kiện này là lý do mà Eita muốn theo đuổi sự nghiệp y tế - để anh có thể giúp cô phục hồi hoàn toàn sau chấn thương. Cô ấy không từ bỏ dễ dàng và liên tục chiến đấu với Masuzu vì tình cảm của Eita. Cô ấy thích ăn và đặc biệt thích thịt, nhưng bản thân cô ấy là một đầu bếp khủng khiếp. Tuy nhiên, trong light novel, cô bắt đầu cải thiện kỹ năng nấu ăn của mình cho Eita. Cô đã có tình cảm lãng mạn với Eita trong nhiều năm nhưng quá ngại ngùng để thú nhận cho đến khi Masuzu đến trong bức tranh. Cuối cùng cô cũng thú nhận với Eita ở phần cuối của light novel thứ tư, nhưng nhanh chóng bị Masuzu và những cô gái khác cắt ngang. Cô không thích nhìn thấy những cô gái gần gũi với Eita nhưng lại trở thành bạn với họ nhanh chóng.
Akishino Himeka (秋篠 姫香)
Lồng tiếng bởi: Kanemoto Hisako
Himeka là "bạn gái cũ" của Eita, người có tình cảm một chiều với anh. Himeka có những ảo tưởng tuổi teen, tin rằng ở kiếp trước, cô là "Đốt công chúa Saint Dragon Lady of Dawn". Chứng kiến Eita tiết lộ một số ảo tưởng tuổi teen của mình, cô tin rằng Eita và cô là một cặp vợ chồng trong kiếp trước. Khi không đắm chìm trong ảo tưởng, Himeka thực sự im lặng và thường chỉ trả lời các câu hỏi bằng cách gật đầu. Những cô gái khác thường gọi cô là "princess" (姫 Hime). Sau khi nghe câu chuyện về bạn trai giả của Ai, cô ấy gọi Ai là "Bậc thầy của tình yêu".
Fuyu'umi Ai (冬海 愛衣)
Lồng tiếng bởi: Kayano Ai
Ai là "vị hôn thê" của Eita và là người bạn thời thơ ấu mà anh biết một năm trước khi anh gặp Chiwa và người đã chuyển đi mười năm trước nhưng gần đây đã trở lại. Ai coi mình là người dành cho Eita vì cô đã tỏ tình với anh khi họ còn học mẫu giáo và họ thậm chí đã ký một bản đăng ký kết hôn tạm thời, khiến họ đính hôn, mặc dù Eita không hiểu khái niệm hôn nhân. Ai đã nói dối về việc có bạn trai ở trường đại học, và cũng giữ một cuốn sổ tay như của Eita. Không ai khác ngoại trừ Kaoru và Himeka biết điều này. Cô thường có ảo tưởng về bản thân và Eita như một cặp vợ chồng. Là thành viên của Ủy ban kỷ luật học sinh, cô cố gắng ngăn chặn các hoạt động câu lạc bộ của Chiwa và Masuzu, nhưng sau đó quyết định tham gia câu lạc bộ để giành lại Eita.
Kiryū Saeko (桐生 冴子)
Lồng tiếng bởi: Nazuka Kaori
Saeko là dì của Eita, người mà anh đã sống cùng kể từ khi cha mẹ anh bỏ rơi anh. Chị làm việc tại một công ty game mà hầu hết là bishōjo game, là một chuyên gia với những trò chơi như vậy và luôn tạo ra sự tương đồng với thế giới thực đối với họ đối với các cô gái. Chị là một người nghiện công việc, có thể sống sót trong thời gian dài mà không ngủ. Ngay từ đầu, chị đã biết rằng Eita mà Masuzu không thực sự là một cặp chỉ bằng cách quan sát (theo Saeko nói thì Masuzu chào chị sau Eita khoảng 0,5 giây, nên chị biết ngay rằng quan hệ này là giả). Cô thường cho Eita lời khuyên về việc hòa đồng với các cô gái và thậm chí còn nói với anh ta cách buông tha cho bản thân khỏi những cô gái khác trong trường hợp anh ta chọn một trong số họ.
Asoi Kaoru (遊井 カオル)
Lồng tiếng bởi: Taneda Risa
Kaoru là bạn cùng lớp của Eita và là bạn thân của anh, người ngồi cạnh anh cho đến khi đổi chỗ. Kaoru biết Ai từ hồi tiểu học và gọi cô là A-chan. Mặc dù ban đầu được cho là nam giới, nhưng có một gợi ý trong câu chuyện rằng Kaoru thực sự có thể là một cô gái, hoặc yêu Eita. Trong light novel tiết lộ rằng Kaoru thực tế là một cô gái, tên thật là Asoi Kaori (遊井 カオリ).
Natsukawa Mana (夏川 真那)
Lồng tiếng bởi: Tōyama Nao
Mana là em gái của Masuzu, người có vai trò như một vệ sĩ của Masuzu. Cô muốn chị gái của mình quay trở lại Thụy Điển, và thậm chí báo cáo về các hoạt động của cô với cha của họ. Mặc dù mối quan hệ của cô với Masuzu rất phức tạp, cô dường như yêu chị gái mình.
Misora Miharu (美空 美晴)
Miharu là một nhân vật dành riêng cho bộ truyện tranh spin-off Ore no Kanojo to Osananajimi ga Shuraba Sugiru + H . Cô là con gái của một hiệu trưởng trường cấp hai, người cố gắng nắm bắt tình cảm của Eita. Sau đó được tiết lộ, cô có một người bạn thời thơ ấu tên Keita Fujinami, người mà cô nghĩ là anh trai và có lẽ nhiều hơn thế. Tuy nhiên, khi Keita tỏ tình với Masuzu, cô cũng từ chối anh một cách tàn nhẫn. Sự từ chối ảnh hưởng đến anh ta đến mức anh ta chuyển đến một trường khác để lại một Miharu bị trầm cảm phía sau. Khi nghe tin Masuzu đã có bạn trai, cô tìm cách trả thù Keita bằng cách đánh cắp Eita khỏi Masuzu, không biết Masuzu và Eita không thực sự hẹn hò. Sau khi biết được động cơ của Miharu, Eita đối mặt với cô về tình cảm của cô dành cho Keita và cô từ bỏ việc trả thù. Sau đó, cô chuyển đến Tokyo với hy vọng được đoàn tụ với Keita; Masuzu đưa cho cô một phong bì chứa đầy những bức thư tình bị từ chối để khuyến khích cô và một mẫu đơn xin gia nhập câu lạc bộ của họ khi cô trở về.

## Truyền thông

### Light novel
| #   | Phát hành chính ngữ  | Phát hành chính ngữ | Phát hành vi      | Phát hành vi      |
| #   | Ngày phát hành       | ISBN                | Ngày phát hành    | ISBN              |
| --- | -------------------- | ------------------- | ----------------- | ----------------- |
| 1   | 15 tháng 2 năm 2011  | 978-4-7973-6396-8   | Tháng 9 năm 2018  | 978-604-55-3136-5 |
| 2   | 15 tháng 6 năm 2011  | 978-4-7973-6561-0   | Tháng 2 năm 2019  | 978-604-55-3137-2 |
| 3   | 15 tháng 9 năm 2011  | 978-4-7973-6678-5   | Tháng 4 năm 2020  | 978-604-55-3325-3 |
| 4   | 15 tháng 12 năm 2011 | 978-4-7973-6815-4   | Tháng 10 năm 2020 | 978-604-55-7060-9 |
| 5   | 15 tháng 7 năm 2012  | 978-4-7973-6971-7   | Tháng 5 năm 2021  | 978-604-55-8191-9 |
| 6   | 15 tháng 1 năm 2013  | 978-4-7973-7284-7   |                   |                   |
| 6.5 | 15 tháng 2 năm 2013  | 978-4-7973-7285-4   |                   |                   |
| 7   | 15 tháng 2 năm 2014  | 978-4-7973-7555-8   |                   |                   |
| 8   | 15 tháng 7 năm 2014  | 978-4-7973-7735-4   |                   |                   |
| 9   | 15 tháng 1 năm 2015  | 978-4-7973-8264-8   |                   |                   |
| 10  | 15 tháng 12 năm 2015 | 978-4-7973-8324-9   |                   |                   |
| 11  | 15 tháng 6 năm 2016  | 978-4-7973-8751-3   |                   |                   |
| 12  | 15 tháng 11 năm 2016 | 978-4-7973-8829-9   |                   |                   |
| 13  | 15 tháng 9 năm 2017  | 978-4-7973-9153-4   |                   |                   |
| 14  | 14 tháng 5 năm 2020  | 978-4-8156-0621-3   |                   |                   |
| 15  | 16 tháng 9 năm 2020  | 978-4-8156-0754-8   |                   |                   |
| 16  | 1 tháng 3 năm 2021   | 978-4-8156-0755-5   |                   |                   |
| 17  | 14 tháng 9 năm 2021  | 978-4-8156-1074-6   |                   |                   |

### Manga
| # | Ngày phát hành ja Bản | ISBN ja Bản       |
| - | --------------------- | ----------------- |
| 1 | 15 tháng 12 năm 2011  | 978-4-7575-3433-9 |
| 2 | 21 tháng 4 năm 2012   | 978-4-7575-3571-8 |
| 3 | 14 tháng 7 năm 2012   | 978-4-7575-3656-2 |
| 4 | 22 tháng 12 năm 2012  | 978-4-7575-3833-7 |
| 5 | 22 tháng 5 năm 2013   | 978-4-7575-3990-7 |
| 6 | 22 tháng 10 năm 2013  | 978-4-7575-4093-4 |
| 7 | 22 tháng 4 năm 2014   | 978-4-7575-4287-7 |

### Đĩa CD và chương trình phát thanh
Hobirecords đã phát hành hai bộ CD vào năm 2011: lần đầu tiên vào ngày 29 tháng 7 và lần thứ hai vào ngày 28 tháng 10. Một chương trình Internet radio, có tiêu đề  Shuraba Radio  và được thực hiện bởi Saitō Chiwa và Majima Junji, bắt đầu phát sóng bất thường vào ngày 28 tháng 4 năm 2011 và được sản xuất bởi Hobirecords. Một chương trình radio thứ hai bắt đầu phát sóng vào tháng 12 năm 2012 được thực hiện bởi Akasaki Chinatsu và Kayano Ai.

### Anime
| Số tập | Tiêu đề | Ngày công chiếu     |
| --- | --- | ------------------- |
| 1 | "Bắt đầu cuộc sống trung học của tôi là một chiến trường" "Kōkō Seikatsu no Sutāto wa Shuraba" (高校生活のスタートは修羅場)     | 6 tháng 1 năm 2013  |
| Một cậu bé tên là Eita vào trường trung học nhắm vào Trường Y thuộc Đại học Quốc gia. Vì ly hôn của cha mẹ và mục tiêu của anh ấy, anh ấy trốn tránh mọi thứ để làm với sự lãng mạn hoặc tình yêu. Một ngày nọ, Masuzu, người đẹp học đường với mái tóc bạc, người vừa trở về nước, bước vào cuộc đời mình một cách bất ngờ nhất. Chiwa, người bạn thời thơ ấu của anh từ thời tiểu học, sẽ không để chuyện này xảy ra nếu không chiến đấu. | |                     |
| 2 | "Bắt đầu một câu lạc bộ mới là một chiến trường" "Atarashii Bu o Kessei Shite Shuraba" (新しい部を結成して修羅場)               | 13 tháng 1 năm 2013 |
| Chiwa đối mặt với Eita về bạn gái mới của anh, Masuzu. Chiwa nói với Eita rằng cô sẽ nổi tiếng ngay lập tức và có bạn trai. Masuzu làm cho một câu lạc bộ trường học để giúp Chiwa trở nên nổi tiếng và cuối cùng Chiwa lúng túng trước các học sinh khác. Masuzu nói với Eita rằng cô muốn anh không nhìn vào những cô gái khác. | |                     |
| 3 | "Chiến trường trên những giọt nước mắt của một người bạn thời thơ ấu" "Osananajimi no Namida de Shuraba" (幼なじみの涙で修羅場) | 20 tháng 1 năm 2013 |
| Kế hoạch mới để khiến Chiwa trở nên nổi tiếng là mở rộng về kiếp trước, nhưng cô ấy có thể theo kịp bao lâu? | |                     |
| 4 | "Chiến đấu với một chàng trai là một chiến trường" "Otoko no Tatakai wa Shuraba" (男の戦いは修羅場)                             | 27 tháng 1 năm 2013 |
| Eita dậy sớm để theo dõi cuộc hẹn đầu tiên của Chiwa với Sakagami. Masuzu có cùng ý tưởng nhưng cô ấy ở đó để xem một cái gì đó khác mở ra. | |                     |
| 5 | "Sự thật của bức thư tình là một chiến trường" "Rabu Retā no Shinsō wa Shuraba" (ラブレターの真相は修羅場)                      | 3 tháng 2 năm 2013  |
| Eita tiếp tục tìm thấy những bức thư tình mới trong hộp giày của mình, nhưng trước khi anh ta có thể đối phó với họ, một cô gái mới, Himeka Akishino, xuất hiện và ôm anh ta trước mặt Masuzu và Chiwa. | |                     |
| 6 | "Chiến trường nơi Thế giới xám bị cắt thành mảnh vụn" "Haiiro no Sekai o Kirisaku Shuraba" (灰色の世界を切り裂く修羅場)         | 10 tháng 2 năm 2013 |
| Eita và những người khác bị buộc phải làm sạch hồ bơi sau khi bị màn hình hội trường bắt gặp. Mana xuất hiện một lần nữa và một người giám sát hội trường tóc đỏ tên là Ai. | |                     |
| 7 | "Họ chỉ là những lớp học mùa hè, nhưng họ cũng là một chiến trường" "Kaki Kōshū nanoni Shuraba" (夏期講習なのに修羅場)          | 17 tháng 2 năm 2013 |
| Câu lạc bộ bị đóng cửa bởi Ai. Eita tham gia các lớp học mùa hè, cùng với Ai và người bạn thời thơ ấu của cô, Kaoru. Masuzu ra lệnh cho Eita xác nhận rằng bạn trai Ai nói về là giả. | |                     |
| 8 | "Rạp chiếu phim đôi ngày là một chiến trường" "Eigakan W Dēto de Shuraba" (映画館Wデートで修羅場)                               | 24 tháng 2 năm 2013 |
| Để phơi bày những điểm yếu của Ai, Eita và Chiwa đã tham gia Kaoru và Ai trong một buổi hẹn hò trong phim. Chiwa và Ai kết thúc cuộc cãi vã với nhau khi họ ủng hộ những đối thủ tình yêu đối nghịch trong bộ phim họ xem. | |                     |
| 9 | "Hứa rằng trở lại là một chiến trường" "Yomigaeru Yakusoku wa Shuraba" (よみがえる約束は修羅場)                                 | 3 tháng 3 năm 2013  |
| Eita vô tình đọc ghi chú ảo tưởng của Ai. Như một lời xin lỗi, Eita đi cùng Ai đến lễ hội địa phương. Ai tiết lộ mình là bạn thời thơ ấu của Eita từ mẫu giáo và rằng, theo lời hứa thời thơ ấu, họ cũng đã đính hôn với nhau. Câu lạc bộ mở cửa trở lại với Ai tham gia với tư cách là cố vấn của câu lạc bộ. | |                     |
| 10 | "Các cuộc họp trại huấn luyện mùa hè là một bãi chiến trường" "Natsu Gasshuku no Kaigi de Shuraba" (夏合宿の会議で修羅場)       | 10 tháng 3 năm 2013 |
| Câu lạc bộ quyết định đi đến bãi biển cho hoạt động câu lạc bộ mùa hè của họ. Chiwa nhờ Eita đi cùng cô ấy để mua một bộ đồ bơi. Masuzu bước vào để can thiệp vào cuộc hẹn hò của Chiwa và Eita, trong khi Himeka và Ai theo dõi Eita trong bí mật. Tất cả cuối cùng họ dành thời gian cho nhau. Trên đường về nhà, họ gặp dì của Eita, Saeko, người nhận ra rằng mối quan hệ của Masuzu và Eita là giả, và hỏi Eita về cô gái nào anh thích nhất. | |                     |
| 11 | "Sự phấn khích Đêm trước chuyến đi là một chiến trường" "Gasshuku Zen'ya no Wakuwaku wa Shuraba" (合宿前夜のワクワクは修羅場)   | 17 tháng 3 năm 2013 |
| Saeko mang đến cho các cô gái cơ hội tiết kiệm tiền trong chuyến đi bằng cách tham gia một cuộc thi tiếp thị cho trò chơi mới của mình và cố tình loại trừ Masuzu. Cô cũng giải thích lý do tại sao cô nghĩ mối quan hệ của Eita và Masuzu là giả. Khi mọi người chuẩn bị cho chuyến đi đến bãi biển, Eita nhận ra rằng Ai, Hime và Chiwa đã trở thành bạn tốt trong khi Masuzu bị bỏ rơi. Cả Masuzu và Eita cũng bị Saeko-san đánh đập. | |                     |
| 12 | "Kết quả sau một sơ đồ là một chiến trường" "Bōryaku no Ketsumatsu wa Shuraba" (謀略の結末は修羅場)                             | 24 tháng 3 năm 2013 |
| Câu lạc bộ đi du lịch đến bãi biển và tận hưởng thời gian chất lượng cùng nhau. Chiwa, Ai và Hime quyết định mua dây đeo chìa khóa hoặc dây đeo điện thoại di động để tượng trưng cho câu lạc bộ của họ. Điều này khiến Masuzu nhận ra rằng cô ấy không phù hợp và cô ấy không thể thắng cuộc thi. Cô cảm ơn Eita vì tất cả những gì anh đã làm và nói với anh rằng cô sẽ giải thoát anh sau cuộc thi. Vào cuối tập phim, Eita vô tình bị Mana điều hành. Họ có một cuộc trò chuyện ngắn và Mana nhận ra rằng Eita thích Masuzu và cảm ơn anh vì điều đó. Eita hỏi cô ấy liệu có ai có thể chịu đựng được kẻ nói dối không và Mana gợi ý rằng chỉ có đồng phạm của cô mới có thể làm điều đó.                                                             | |                     |
| 13 | "Chiến trường dẫn đến một thế giới mới" "Atarashii Sekai e no Shuraba" (新しい世界への修羅場)                                   | 31 tháng 3 năm 2013 |
| Cuộc thi bắt đầu và khi đến lúc phát biểu của Masuzu, Eita thú nhận với cô và nói với cô rằng họ có những tính cách tồi tệ nhất với nhau nhưng xứng đáng với nhau. Cặp đôi chia sẻ một nụ hôn trên sân khấu khi các cô gái khác nhìn từ đám đông. Anh ta đã chọn "tuyến đường chiến trường" thay vì "tuyến đường hậu cung" và vì vậy anh ta cố gắng làm cho mỗi cô gái ghét anh ta, để họ tiếp tục. Thay vào đó, Eita vô tình truyền cảm hứng cho cả ba cô gái khác để chiến đấu thậm chí còn khó khăn hơn để giành được tình cảm của anh ta. Chiwa sau đó đánh cắp một nụ hôn. Tập phim kết thúc với Chiwa và Masuzu mỗi người nắm giữ một trong những cánh tay của Eita, cho thấy một trận chiến tình yêu khác ở đường chân trời, bao gồm Ai và Himeka. | |                     |